# Paški sir
Paški sir je u svijetu poznat i cijenjen sir koji se proizvodi na otoku Pagu.
Sir se proizvodi od ovčjeg mlijeka. 
Radi zaštite izvornosti Paškog sira, 2005. godine osnovana je Udruga proizvođača paškog sira. Čine ju svi važniji registrirani proizvođači paškog sira na otoku Pagu.
Na međunarodnom natjecanju u britanskom Nantwichu, natjecanju ravnom vinskom Decanteru, paški sir Gligora tri puta osvajao je prve nagrade (zlatna odličja): 2013., 2014. i 2017. u izboru između 5000 sireva iz 27 država.
Paški sir iz Paške sirane proglašen je najboljim ovčjim sirom na svijetu na Global Cheese Awardsu u engleskom Somersetu 12. rujna 2017. Proglašen je najboljim ovčjim sirom natjecanja te nagrađen zlatom u kategoriji ovčjih sireva.

## Vanjske poveznice
Mrežna mjesta
- Paški sir - specifikacije  Arhivirana inačica izvorne stranice od 12. svibnja 2022. (Wayback Machine), Udruga proizvođača paškog sira otoka Paga, 2018.
- Sirana Gligora, službeno mrežno mjesto
- Paška sirana, službeno mrežno mjesto
- Obitelj Vidas paški sir proizvodi od 1887., HRT